# Augusto (football, 1968)
Pour les articles homonymes, voir Augusto.
Augusto Pedro de Souza, plus communément appelé Augusto est un footballeur brésilien né le 5 novembre 1968.